# Trịnh Huy Quách
Trịnh Huy Quách (sinh năm 1954) là đại biểu Quốc hội Việt Nam khóa 11, thuộc đoàn đại biểu Yên Bái.

## Tiểu sử
Ngày sinh: 16/2/1954
Giới tính: Nam
Dân tộc: Kinh
Tôn giáo: Không
Quê quán: Xã Chỉ Đạo, huyện Văn Lâm, Hưng Yên
Trình độ chuyên môn: Tiến sĩ Khoa học kinh tế
Nghề nghiệp, chức vụ: Phó Chủ nhiệm Uỷ ban Kinh tế và ngân sách của Quốc hội, Thư ký Kỳ họp Quốc hội
Nơi làm việc: Uỷ ban Kinh tế và Ngân sách của Quốc hội
Nơi ứng cử: Yên Bái
Đại biểu Quốc hội khoá: XI
Đại biểu chuyên trách: Trung ương
Đại biểu Hội đồng Nhân dân: Không